# Zâmbia nos Jogos Olímpicos de Verão de 2024
Zâmbia participou dos Jogos Olímpicos de Verão de 2024, realizados em Paris, na França. Foi a 15.ª aparição do país nos Jogos Olímpicos, onde foi representado por 27 atletas que competiram em cinco esportes.
Conquistou uma única medalha, de bronze, com Muzala Samukonga na prova dos 400 metros masculino do atletismo.

## Medalhas
| Atleta           | Esporte   | Evento          | Medalha |
| ---------------- | --------- | --------------- | ------- |
| Muzala Samukonga | Atletismo | 400 m masculino | Bronze  |

## Competidores
Esta foi a participação por modalidade nesta edição:
| Esporte   | Masculino | Feminino | Total |
| --------- | --------- | -------- | ----- |
| Atletismo | 4         | 0        | 4     |
| Boxe      | 1         | 1        | 2     |
| Futebol   | 0         | 20       | 20    |
| Judô      | 1         | 0        | 1     |
| Natação   | 1         | 1        | 2     |
| Total     | 7         | 22       | 29    |

## Desempenho

### Atletismo
- Q = Qualificado para a próxima fase
- q = Qualificado para a próxima fase como o perdedor mais rápido ou, em eventos de campo, pela posição sem atingir o alvo para qualificação
- N/A = Fase não aplicável para o evento
- Bye = Atleta não precisou disputar aquela fase

Masculino
Eventos de pista
| Atleta                                                                 | Evento  | Baterias | Baterias | Repescagem | Repescagem | Semifinal | Semifinal | Final   | Final             | Ref.                    |
| Atleta                                                                 | Evento  | Tempo    | Pos.     | Tempo      | Pos.       | Tempo     | Pos.      | Tempo   | Pos.              | Ref.                    |
| ---------------------------------------------------------------------- | ------- | -------- | -------- | ---------- | ---------- | --------- | --------- | ------- | ----------------- | ----------------------- |
| Muzala Samukonga                                                       | 400 m   | 44.56    | 1 Q      | Bye        | Bye        | 43.81     | 2 Q       | 43.74   | Medalha de bronze | [ 5 ]                   |
| Kennedy Luchembe Chanda Mulenga Patrick Kakozi Nyambe Muzala Samukonga | 4x400 m | 3:00.08  | 5 q      | N/A        | N/A        | N/A       | N/A       | 3:02.76 | 8                 | [ 5 ] [ 6 ] [ 7 ] [ 8 ] |

### Boxe
Masculino
| Atleta            | Evento    | Oitavas de final     | Quartas de final           | Semifinal            | Final                | Final       | Ref.  |
| Atleta            | Evento    | Adversário Resultado | Adversário Resultado       | Adversário Resultado | Adversário Resultado | Pos.        | Ref.  |
| ----------------- | --------- | -------------------- | -------------------------- | -------------------- | -------------------- | ----------- | ----- |
| Patrick Chinyemba | Até 51 kg | IND A Panghal V 4–1  | CPV D Varela de Pina D 0–5 | Não avançou          | Não avançou          | Não avançou | [ 9 ] |

Feminino
| Atleta        | Evento    | Fase de 32            | Oitavas de final     | Quartas de final     | Semifinal            | Final       | Final       | Ref.   |
| Atleta        | Evento    | Adversário Resultado  | Adversário Resultado | Adversário Resultado | Adversário Resultado | Pos.        |             | Ref.   |
| ------------- | --------- | --------------------- | -------------------- | -------------------- | -------------------- | ----------- | ----------- | ------ |
| Margret Tembo | Até 50 kg | FIN P Kaivo-oja D 0–5 | Não avançou          | Não avançou          | Não avançou          | Não avançou | Não avançou | [ 10 ] |

### Futebol
Feminino
A seleção nacional feminina da Zâmbia se classificou para as Olimpíadas ao vencer o play-off contra Marrocos no pré-olímpico da CAF de 2024.
Elenco
A delegação foi composta de 20 jogadoras:
- Catherine Musonda
- Diana Banda
- Lushomo Mweemba
- Esther Siamfuko
- Pauline Zulu
- Rhoda Chileshe
- Misozi Zulu
- Ochumba Lubandji
- Kabange Mupopo
- Grace Chanda
- Barbra Banda
- Avell Chitundu
- Martha Tembo
- Prisca Chilufya
- Hellen Chanda
- Esther Muchinga
- Racheal Kundananji
- Ngambo Musole
- Racheal Nachula
- Mary Wilombe

Fase de grupos
| Pos | Equipe         | Pts | J | V | E | D | GP | GC | SG | Classificado     |
| --- | -------------- | --- | - | - | - | - | -- | -- | -- | ---------------- |
| 1   | Estados Unidos | 9   | 3 | 3 | 0 | 0 | 9  | 2  | +7 | Quartas de final |
| 2   | Alemanha       | 6   | 3 | 2 | 0 | 1 | 8  | 5  | +3 | Quartas de final |
| 3   | Austrália      | 3   | 3 | 1 | 0 | 2 | 7  | 10 | −3 |                  |
| 4   | Zâmbia         | 0   | 3 | 0 | 0 | 3 | 6  | 13 | −7 |                  |

| 25 de julho | Estados Unidos                | 3 – 0     | Zâmbia | Stade de Nice, Nice                      |
| 21:00       | Rodman 17' · Swanson 24', 25' | Relatório |        | Público: 5 550 Árbitro: BRA Ramon Abatti |

| 28 de julho | Austrália                                                                       | 6 – 5     | Zâmbia                                        | Stade de Nice, Nice                         |
| 19:00       | Kennedy 7' · Raso 35' · Musole 58' (g.c.) · Catley 65', 78' (pen.) · Heyman 90' | Relatório | B. Banda 1', 33', 45+2' · Kundananji 21', 56' | Público: 4 441 Árbitro: VEN Emikar Calderas |

| 31 de julho | Zâmbia       | 1 – 4     | Alemanha                                  | Stade Geoffroy-Guichard, Saint-Étienne        |
| 19:00       | B. Banda 49' | Relatório | Schüller 10', 61' · Bühl 47' · Senß 90+5' | Público: 2 642 Árbitro: JPN Yoshimi Yamashita |

### Judô
Masculino
| Atleta     | Evento | Fase de 32           | Oitavas de final     | Quartas de final     | Semifinal            | Repescagem           | Final                | Final | Ref.   |
| Atleta     | Evento | Adversário Resultado | Adversário Resultado | Adversário Resultado | Adversário Resultado | Adversário Resultado | Adversário Resultado | Pos.  | Ref.   |
| ---------- | ------ | -------------------- | -------------------- | -------------------- | -------------------- | -------------------- | -------------------- | ----- | ------ |
| Simon Zulu | −60 kg | KOR Kim W-j D 00–10  | Não avançou          | Não avançou          | Não avançou          | Não avançou          | Não avançou          | =17   | [ 16 ] |

### Natação
Masculino
| Atleta          | Evento     | Eliminatórias | Eliminatórias | Semifinal   | Semifinal   | Final       | Final       | Ref.   |
| Atleta          | Evento     | Tempo         | Pos.          | Tempo       | Pos.        | Tempo       | Pos.        | Ref.   |
| --------------- | ---------- | ------------- | ------------- | ----------- | ----------- | ----------- | ----------- | ------ |
| Damien Shamambo | 50 m livre | 24.09         | 48            | Não avançou | Não avançou | Não avançou | Não avançou | [ 17 ] |

Feminino
| Atleta    | Evento     | Eliminatórias | Eliminatórias | Semifinal   | Semifinal   | Final       | Final       | Ref.   |
| Atleta    | Evento     | Tempo         | Pos.          | Tempo       | Pos.        | Tempo       | Pos.        | Ref.   |
| --------- | ---------- | ------------- | ------------- | ----------- | ----------- | ----------- | ----------- | ------ |
| Mia Phiri | 50 m livre | 26.49         | 32            | Não avançou | Não avançou | Não avançou | Não avançou | [ 18 ] |